# کیکو د لا ریکا
کیکو دِ لا ریکا (اسپانیایی: Kiko de la Rica‎؛ زادهٔ ۶ آوریل ۱۹۶۵) فیلم‌بردار اهل اسپانیا است.
از فیلم‌ها یا مجموعه‌های تلویزیونی که وی در آن‌ها نقش داشته‌است، می‌توان به زندگی غیرمنتظره، کیکی، عشق‌بازی، جادوگران سوگاراموردی، درخت خون، ابراکادابرا، ما ما،  برایم دعا کن، مسی، سفید برفی، به‌طور کاملاً اتفاقی، قتل‌های آکسفورد، کارآگاهان خصوصی، تورمولینوس ۷۳ و لوسیا و سکس اشاره نمود.